# Petrolisthes edwardsii
Petrolisthes edwardsii is een tienpotigensoort uit de familie van de Porcellanidae. De wetenschappelijke naam van de soort is voor het eerst geldig gepubliceerd in 1853 door  de Saussure.